# Tesauro Beccaria
di cui segò Fiorenza la gorgiera.»
(Inf. XXXII, 118-119)
Tesauro Beccaria, conosciuto anche come Tesauro dei Beccheria o San Tesauro (Pavia, ... – Firenze, 12 settembre 1258), è stato un ecclesiastico e un uomo politico, vissuto nel XIII secolo.

## Biografia
Discendente della nobile e importante famiglia pavese dei Beccaria, nacque a Pavia in data imprecisata. Entrò nella comunità dei Vallombrosani, un ramo dell'ordine benedettino, divenendone abate generale.
Papa Alessandro IV lo inviò a Firenze, come legato pontificio, con l'incarico di cercare un accordo tra le fazioni guelfa e ghibellina della città. Dopo la morte di Federico II (1250), la fazione guelfa aveva preso il sopravvento a Firenze, compiendo una lunga serie di vendette ed epurazioni che erano culminate con l'esilio delle famiglie ghibelline e con la distruzione delle loro case.
Nel 1258 Tesauro Beccaria fu arrestato con l'accusa d'aver segretamente trattato con Manfredi per favorire il rientro dei ghibellini a Firenze. Processato e condannato a morte, il 12 settembre 1258 venne giustiziato mediante decapitazione nell'antica Piazza di Sant'Apollinare, attualmente Piazza San Firenze. L'esecuzione causò alla città di Firenze l'interdetto papale che durò per oltre sette anni. L'uccisione dell'abate provocò anche la condanna da parte della Città di Pavia che minacciò di imprigionare i mercanti fiorentini e di confiscarne i beni. I fiorentini risposero, attraverso la penna di Brunetto Latini, che se l'abate fosse resuscitato mille volte, mille volte avrebbe meritato la morte, pur dichiarandosi disposti a trattative di pace.

## Ipotesi sulla colpevolezza
Sull'effettiva colpevolezza dell'abate gli studiosi sono piuttosto divisi, così come sulla sua investitura cardinalizia. Nonostante quel periodo fosse caratterizzato da grandi instabilità e confusione, resta difficile credere che il delegato pontificio tramasse con il principale nemico del papato contro i suoi sostenitori.
Quanto all'investitura, alcuni studiosi sostengono che Beccaria venne nominato cardinale da papa Alessandro IV nel 1254, altri che egli non venne nominato cardinale, ma che ricopriva la carica di vicario del cardinale Ottaviano degli Ubaldini.
Nel quadro di Domenico Pestrini (XVII secolo), conservato nella cappella di San Bernardo della Basilica di Santa Prassede in Roma, vengono rappresentati alcuni episodi della vita di San Tesauro Beccaria, mandato dal Papa Alessandro IV a Firenze, a sedare le discordie cittadine, e decorato della sacra porpora, nel momento di subire il martirio. È possibile che la notizia della nomina a cardinale fosse stata diffusa per scoraggiare i Guelfi fiorentini dal dare esecuzione alla condanna capitale dell'abate.
Dante Alighieri, che venne a conoscere la vicenda secondo la versione di Brunetto Latini, collocò l'abate nel nono cerchio dell'Inferno, nell'Antenora, tra i traditori della patria (Inf. XXXII 118-119).
Nell'abbazia di Vallombrosa, sita ad una quarantina di chilometri da Firenze, è conservata una tela di Niccolò Lapi (XVII secolo - XVIII secolo) che rappresenta, in chiave agiografica, l'esecuzione di Tesauro Beccaria.

## Il culto
Nel martirologio benedettino è venerato, come cardinale martire, alla data 4 settembre e ricordato dalla Chiesa cattolica, come San Tesauro, il 12 settembre.